# Jaguar XJR-6
La Jaguar XJR-6 è una vettura da competizione schierata dalla casa automobilistica britannica nel Campionato Mondiale Sport Prototipi 1985-1986.
Sono stati realizzati 6 esemplari che hanno gareggiato nel Campionato mondiale fino al 1986, per poi essere sostituite con la Jaguar XJR-8.
La vettura nel 1986 con Eddie Cheever e Derek Warwick ha vinto la 1000 km di Silverstone. Nello stesso anno la Jaguar ha preso parte alla 24 ore di Le Mans, schierando tre vetture e ottenendo come risultato altrettanti ritiri.